# Higganum Reservoir State Park
Higganum Reservoir State Park ist ein State Park im US-Bundesstaat Connecticut auf dem Gebiet der Gemeinde Haddam.

## Name
Der Name kommt von dem Indianerwort „Higganumpus“, was in etwa „Große Kurve im Fluss“ bedeutet. Offensichtlich bezog sich der Name auf die Biegung, die der Connecticut River am Zufluss des Higganum Creek macht.

## Geographie
Der State Park dient dem Schutz des Higganum Reservoirs, das vom gleichnamigen Bach (Higganum Creek) mit seinen Zuflüssen (u. a. Ponset Brook) gespeist wird. Der Higganum Creek verlässt das Reservoir an der Nordseite, vereinigt sich nach wenigen hundert Metern mit dem Candlewood Hill Brook und danach mit dem Bible Rock Brook und mündet nach etwa einen Kilometer in den Connecticut River. Das Schutzgebiet zieht sich entlang des Flusstales von Norden nach Süden und erstreckt sich etwa 700 m nach Westen, in die Ausläufer eines nicht näher benannten Hügels (Candlewood Hill?) auf dessen Hochfläche das Scovill Reservoir angelegt worden ist. Am oberen, dem Südende des Reservoirs befindet sich ein kleiner Wasserfall. Beinahe auf ganzer Länge des Parks durchquert die Route 9 (Chester Bowles Highway) am Berghang das Schutzgebiet.
In nächster Nähe befinden sich der Seven Falls State Park (im Norden), der kommunale Park Town und weiter südöstlich der Cockaponset State Forest.

## Geschichte
Der Staudamm wurde bereits 1868 von den Gebrüdern George M. und Thomas J. Clark errichtet, die die Wasserkraft zum Antrieb ihrer Fabrik benutzten. Die Higganum Manufacturing Company (später: Clark Cutaway Harrow) produzierte landwirtschaftliche Geräte.
2003 wurde der Damm erneuert und der Park eingerichtet.

## Freizeitaktivitäten
Im Park kann man Boot fahren, Angeln, Wandern und Jagen.